# Johann Riegler
Johann Riegler (17 de julho de 1929 - 31 de agosto de 2011) foi um futebolista austríaco.

## Carreira
Johann Riegler competiu na Copa do Mundo FIFA de 1954, sediada na Suíça, na qual a seleção de seu país terminou na terceira colocação dentre os 16 participantes.